# ふるさと (AKIHIDEのアルバム)
『ふるさと』は、2016年3月23日にビーイング系列のZAIN RECORDSから発売されたAKIHIDEの5枚目のオリジナルアルバム。

## 概要
前作『月と星のキャラバン』から約1年1カ月ぶりとなる今回のソロアルバム。
同作は2015年12月に開催した品川教会公演のMCで自身の口から予告されたように、“桜の花が咲く頃に”リリースされることとなる。
作品テーマは“和”。四季のうつろいをアコースティックギターで綴ったものになるとのことだ。

## 収録曲

### CD
1. 夕焼け小焼け
2. ゆりかご
3. 待雪草
4. 桜の森の満開の下
5. 小さなカーネーション
6. 遠雷
7. 星祭りの夜に
8. ジェリーフィッシュ
9. 月下の蝶
10. 秋風スウィング
11. 氷雨
12. この時計が止まるまで
13. Namida ～Live Version～（通常盤のみ）

### DVD
「Premium Night Show 2015 夢見る海月のクリスマス in キリスト品川教会 グローリア・チャペル」（初回限定盤スペシャルパッケージのみ）
1. 待雪草
2. Moon Dancer
3. Lapis Lazuli
4. ジェリーフィッシュ
5. 氷雨
6. 桜の森の満開の下
7. 小さなカーネーション
8. この時計が止まるまで